# Pomar
Um pomar, pomeiro ou verede é um terreno de árvores frutíferas e geralmente o local onde elas são plantadas é um sítio ou em uma fazenda.
A cidade de São Paulo tem uma ideia de Pomar Urbano. 